# عبوسبك فيزولايف
عبوسبك سعيدزون أوجلي فيزولايف (بالأوزبكية: Abbosbek Sayidjon oʻgʻli Fayzullayev؛ مواليد 3 أكتوبر 2003) هو لاعب كرة قدم أوزبكي محترف يلعب كجناح مع نادي سيسكا موسكو في الدوري الروسي الممتاز ومنتخب أوزبكستان.

## المسيرة الكروية
في 6 مايو 2021، ظهر لأول مرة في الدوري الأوزبكي الممتاز ضد تورون [الإنجليزية]. في 29 يونيو 2022، سجل هدفه الأول مع باختاكور في مباراة ضد بونيودكور.
في 4 أغسطس 2023، أعلن نادي سيسكا موسكو عن توقيع فيزولايف على عقد مدته ثلاث سنوات من باختاكور. في 19 أغسطس، ظهر لأول مرة مع ناديه الجديد في مباراة ضد دينامو موسكو (1–2)، حيث دخل كبديل في الدقيقة 87. في 24 سبتمبر، سجل هدفه الأول مع نادي سيسكا موسكو في مباراة انتهت بنتيجة 3:3 ضد نادي روستوف.
في ديسمبر 2023، تم ترشيحه لجائزة الاتحاد الدولي لتاريخ وإحصاءات كرة القدم لأفضل لاعب شاب لهذا العام.
في 26 مايو 2024، حصل فيزولايف على جائزة «انطلاقة الموسم» في الدوري الروسي الممتاز 2023–24 [الإنجليزية].
في 29 أكتوبر 2024، تم اختياره كأفضل لاعب شاب في آسيا لعام 2023.

## المسيرة الدولية
.

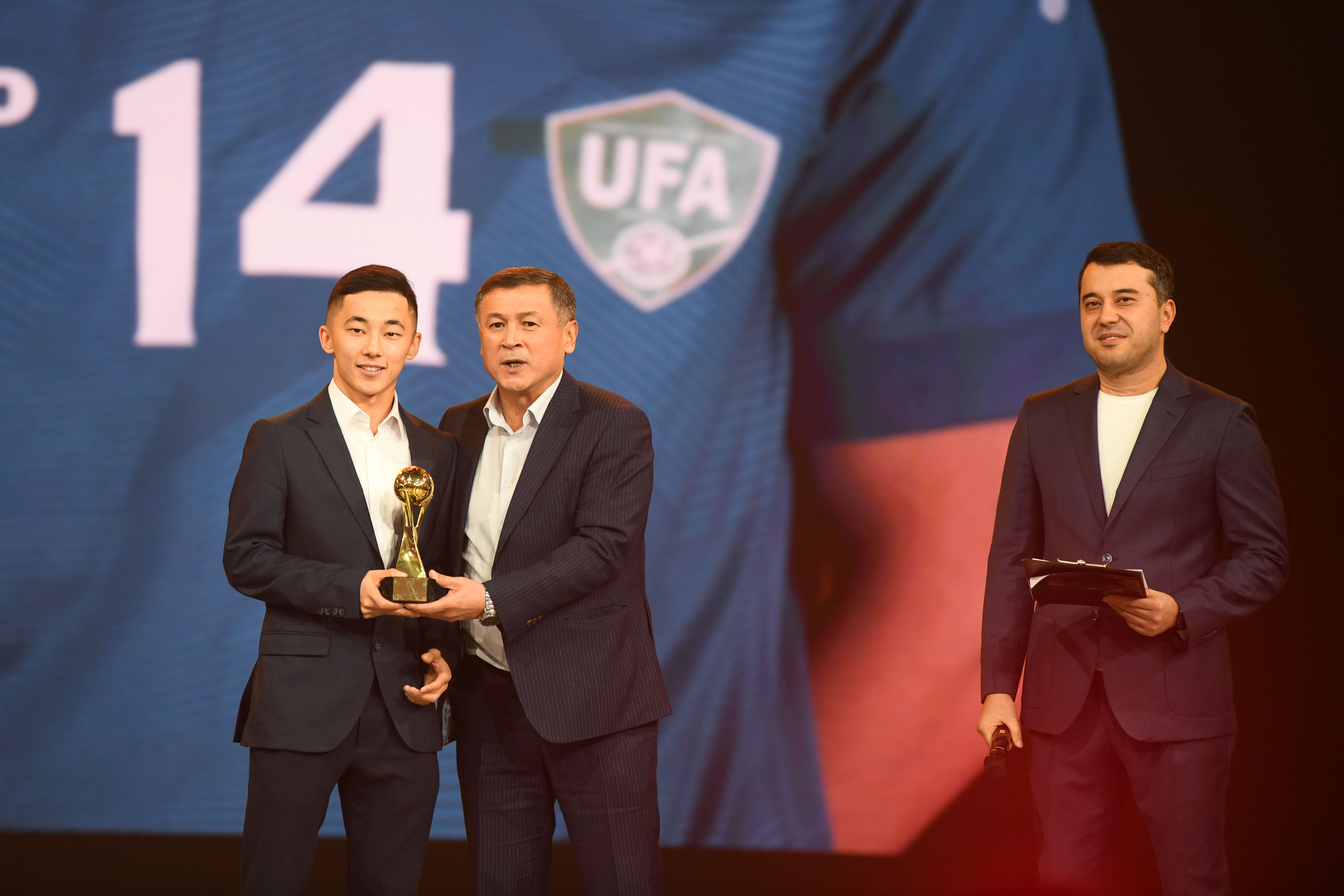
عبوسبك فيزولاييف، وميرجالول كاسيموف، ودافرون فايزييف

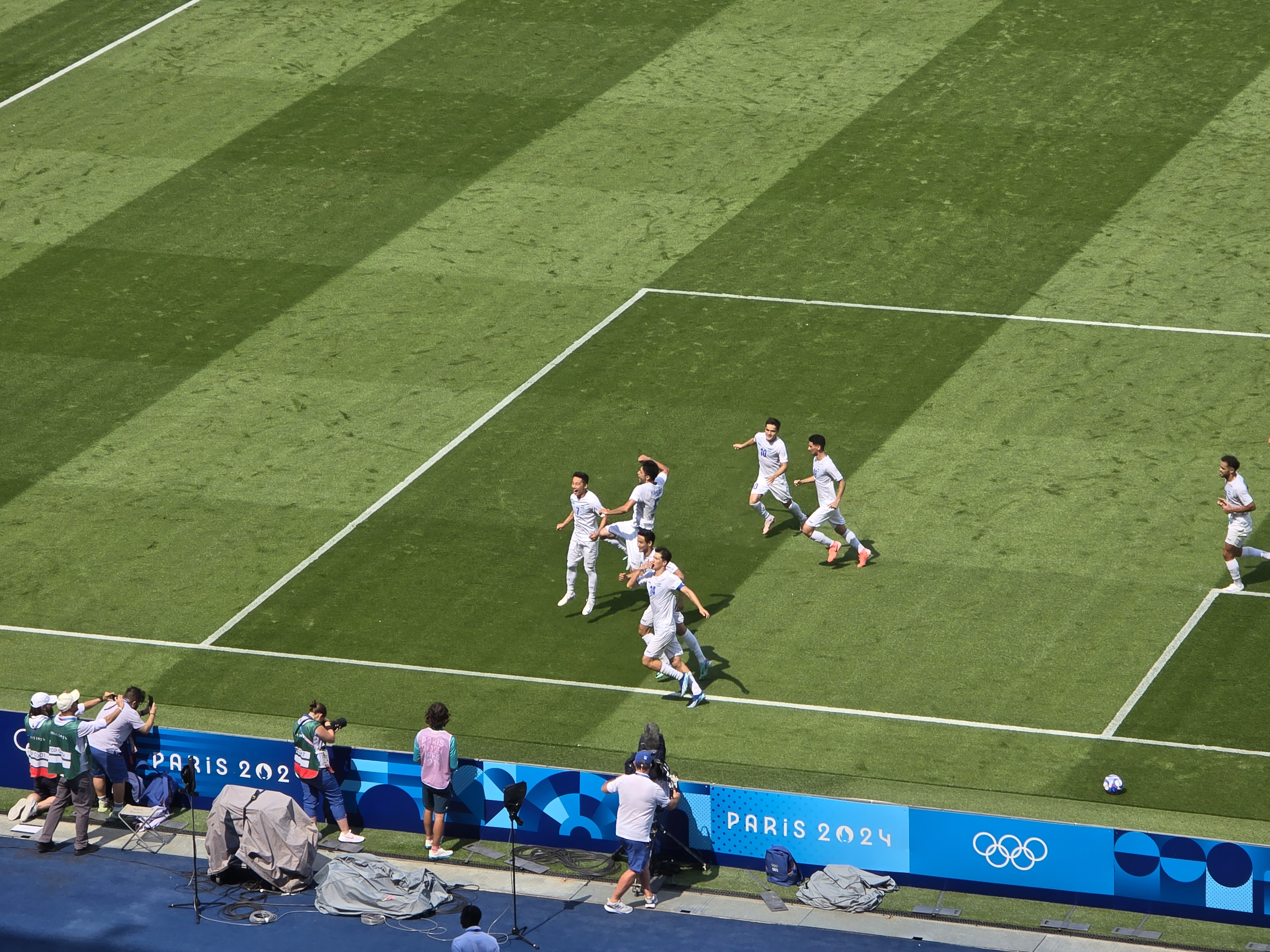
وسجل عبوسبك فيزولايف الهدف. أوزبكستان ضد إسبانيا، اتحاد كرة القدم الأولمبي الصيفي للرجال 2024، بارك دي برينس (باريس)

تم استدعاء فيزولايف إلى فريق أوزبكستان تحت 19 عامًا بينما كان لا يزال في أكاديمية باختاكور طشقند. تم استدعاؤه إلى تشكيلة منتخب البلاد تحت 23 عامًا في أكتوبر 2021، لتصفيات كأس آسيا تحت 23 عامًا 2022، وسجل أول مباراة له بهدف ضد بنجلاديش. بفضل أدائه في كأس آسيا تحت 23 عامًا 2022، والتي خسر فيها أوزبكستان في النهائي أمام المملكة العربية السعودية، فاز فيزولايف بجائزة نجم العام الشاب التي يمنحها اتحاد كرة القدم الأوزبكي.
تم استدعاؤه إلى منتخب تحت 20 عامًا لكأس آسيا تحت 20 عامًا 2023، واستمر في التألق في المنافسة. في المباراة النهائية ضد العراق، حصل على ركلة الجزاء التي ضمنت الفوز 1–0 لفريقه، حيث سجل زميله في الفريق عمر علي رحمان علييف من نقطة الجزاء، مما منح أوزبكستان لقبها الأول في كأس آسيا تحت 20 عامًا على الإطلاق. وبفضل أدائه المتميز، تم اختياره كأفضل لاعب في البطولة.
في 11 يونيو 2023، ظهر لأول مرة مع المنتخب الوطني الأول في مباراة ضد عُمان، والتي انتهت بفوز 3–0. في 17 يونيو، في مباراة ضد طاجيكستان، سجل هدفه الأول للمنتخب الوطني، مساهمًا في فوز 5–1. في 4 يناير 2024، تم ضمه إلى التشكيلة النهائية لكأس آسيا 2023. خلال البطولة، شارك في خمس مباريات وسجل هدفين، ضد منتخبي الهند وتايلاند.
في عام 2024، شارك في دورة الألعاب الأولمبية الصيفية 2024 في باريس كجزء من فريق كرة القدم الأولمبي الأوزبكي. ولعب في المباراة ضد اسبانيا.
في 14 نوفمبر 2024، خلال مباراة تصفيات كأس العالم 2026 ضد قطر، سجل هدفين، مسجلاً أول هدفين له مع المنتخب الوطني في مباراة انتهت بنتيجة 3–2.

## الإحصائيات

### النادي
آخر تحديث 1 يونيو 2025.
| النادي         | الموسم   | الدوري                | الدوري | الدوري  | الكأس الوطني | الكأس الوطني | قاري   | قاري    | المجموع | المجموع |
| النادي         | الموسم   | الدرجة                | الظهور | الأهداف | الظهور       | الأهداف      | الظهور | الأهداف | الظهور  | الأهداف |
| -------------- | -------- | --------------------- | ------ | ------- | ------------ | ------------ | ------ | ------- | ------- | ------- |
| باختاكور طشقند | 2021     | دوري السوبر الأوزبكي  | 6      | 0       | 1            | 0            | 2      | 0       | 9       | 0       |
| باختاكور طشقند | 2022     | دوري السوبر الأوزبكي  | 21     | 5       | 2            | 2            | 3      | 1       | 26      | 8       |
| باختاكور طشقند | 2023     | دوري السوبر الأوزبكي  | 6      | 2       | 0            | 0            | 0      | 0       | 6       | 2       |
| باختاكور طشقند | المجموع  | المجموع               | 33     | 7       | 3            | 2            | 5      | 1       | 41      | 10      |
| سيسكا موسكو    | 2023–24  | الدوري الروسي الممتاز | 22     | 4       | 10           | 1            | —      | —       | 32      | 5       |
| سيسكا موسكو    | 2024–25  | الدوري الروسي الممتاز | 27     | 2       | 12           | 1            | —      | —       | 39      | 3       |
| سيسكا موسكو    | المجموع  | المجموع               | 49     | 6       | 22           | 2            | —      | —       | 71      | 8       |
| الإجمالي       | الإجمالي | الإجمالي              | 82     | 13      | 25           | 4            | 5      | 1       | 112     | 18      |

ملاحظات
1. ↑  تشمل كأس أوزبكستان، كأس البرازيل
2. 1 2  المباريات في دوري أبطال آسيا للنخبة

### المنتخب
آخر تحديث 25 مارس 2025.
| المنتتخب الوطني | العام   | الظهور | الأهداف |
| --------------- | ------- | ------ | ------- |
| أوزبكستان       | 2023    | 8      | 2       |
| أوزبكستان       | 2024    | 15     | 5       |
| أوزبكستان       | 2025    | 2      | 1       |
| المجموع         | المجموع | 25     | 8       |

الإحصائيات دقيقة حتى تاريخ المباراة التي لعبت في 25 مارس 2025
الأهداف الدولية
تظهر قائمة النتائج وإجمالي أهداف أوزبكستان أولاً، ويشير عمود النتيجة إلى النتيجة بعد كل هدف لأوزبكستان.
| #  | التاريخ        | المكان                                        | الخصم          | الهدف | النتيجة | المسابقة                                     |
| -- | -------------- | --------------------------------------------- | -------------- | ----- | ------- | -------------------------------------------- |
| 1. | 17 يونيو 2023  | ملعب ملي، طشقند، أوزبكستان                    | طاجيكستان      | 4–1   | 5–1     | كأس أمم آسيا الوسطى 2023 [الإنجليزية]        |
| 2. | 25 ديسمبر 2023 | استاد آل مكتوم، دبي، الإمارات العربية المتحدة | قرغيزستان      | 1–0   | 4–1     | مباراة ودية                                  |
| 3. | 18 يناير 2024  | ملعب أحمد بن علي، الريان، قطر                 | الهند          | 1–0   | 3–0     | كأس آسيا 2023 المجموعة الثانية               |
| 4. | 30 يناير 2024  | استاد الجنوب، الوكرة، قطر                     | تايلاند        | 2–1   | 2–1     | مرحلة خروج المغلوب في كأس آسيا 2023          |
| 5. | 14 نوفمبر 2024 | ملعب جاسم بن حمد، الدوحة، قطر                 | قطر            | 1–2   | 2–3     | تصفيات كأس العالم 2026 – آسيا الجولة الثالثة |
| 6. | 14 نوفمبر 2024 | ملعب جاسم بن حمد، الدوحة، قطر                 | قطر            | 2–2   | 2–3     | تصفيات كأس العالم 2026 – آسيا الجولة الثالثة |
| 7. | 19 نوفمبر 2024 | ملعب لاوس الوطني الجديد، فيينتيان، لاوس       | كوريا الشمالية | 1–0   | 1–0     | تصفيات كأس العالم 2026 – آسيا الجولة الثالثة |
| 8. | 25 مارس 2025   | ملعب آزادي، طهران، إريان                      | إيران          | 2–1   | 2–2     | تصفيات كأس العالم 2026 – آسيا الجولة الثالثة |

## الإنجازات
باختاكور طشقند
- الدوري الأوزبكي الممتاز: 2021، 2022، 2023
- كأس السوبر الأوزبكي [الإنجليزية]: 2022

سيسكا موسكو
- كأس روسيا: 2024–25[23]

أوزبكستان تحت 20 سنة
- كأس آسيا للشباب تحت 20 سنة: 2023

الفردية
- أفضل لاعب في كأس آسيا للشباب تحت 20 سنة: 2023
- أفضل لاعب في أوزبكستان لعامي [الإنجليزية] 2023 و2024
- فريق بطولة كأس آسيا لكرة القدم [الإنجليزية] 2023[24]
- اكتشاف الدوري الروسي الممتاز للموسم: 2023–24[25]
- أفضل لاعب شاب في آسيا لعام 2023[26]

## وصلات خارجية
- Abbosbek Fayzullaev على موقع قاعدة بيانات كرة القدم.إي يو (الإنجليزية)
- Abbosbek Fayzullaev على موقع ليكيب (الفرنسية)
- Abbosbek Fayzullaev على موقع ناشيونال فوتبول تيمز (الإنجليزية)
- Abbosbek Fayzullaev على موقع Soccerway.com (الإنجليزية)
- Abbosbek Fayzullaev على موقع عالم كرة القدم.نت (الإنجليزية)
- Abbosbek Fayzullayev على الأرشيف الرياضي العالمي